# Банишко евангелие
Банишкото евангелие е среднобългарски пергаментен ръкопис от XIII век в Народната библиотека „Св. св. Кирил и Методий“ (НБКМ 847).

## История
Бележка в края му (лист 205-а) съобщава, че е преписано от поп Йоан в „Свети Никола“, в мястото, наречено Баница. Писачът не е оставил сведение кога е преписал ръкописа, нито къде по-точно.
Българският филолог и забележителен познавач на ръкописната традиция Беньо Цонев предполага, че от няколкото възможни селища с името Баница, най-вероятното място на произход е село Баница, Врачанско. Издателите на ръкописа, Екатерина Дограмаджиева и Божидар Райков, приемат изложените от Б. Цонев доводи за локализация на селището. Синтия Вакарелийска подкрепя също чрез езиков анализ мнението, че ръкописът има западнобългарски произход. Издирванията на данни в подкрепа на някоя от другите възможности – между тях са с. Баница, Леринско (дн. Веви), с. Баница близо до Струмица, с. Баница при Сяр (дн. Карие), както и българският метох Баница на Света гора, не предлагат убедителна алтернатива.
Ръкописът съдържа четирите евангелия и църковен календар (месецослов) със славянски названия на месеците, в който са отбелязани празниците на света Петка Търновска (14 октомври), свети Иван Рилски (19 октомври), цар Петър (30 януари), св. Кирил Философ (14 февруари) и св. Методий (6 април). Украсено е с плетенични заставки и инициали, рисувани с червено мастило. В заставките пред евангелията на св. Лука и св. Йоан заглавията са писани на гръцки език с кирилица и тази особеност подсказва възможността ръкописът да е бил създаден в среда, където са били достъпни гръцки (византийски) ръкописи или е имало контакти с гръцки книжовници.

## Издания
- Дограмаджиева, Е., Райков, Б. Банишко евангелие: среднобългарски паметник от XIII в. С., 1981